# Мелащенко Андрій Валерійович
Андрі́й Вале́рійович Мела́щенко — лейтенант Збройних сил України, учасник російсько-української війни, що відзначився під час російського вторгнення в Україну. Герой України (2024).

## Життєпис
Під час російського вторгнення в Україну — лейтенант Збройних сил України.
У листопаді 2023 року неподалік с. Ягідного Бахмутського району Донецької області спланував і брав безпосередню участь у штурмових діях, завдяки чому вдалося відбити три позиції противника. У вересні 2024 року в м. Вугледар Донецької області керував штурмовими діями для повернення втрачених позицій на шахті «Південнодонбаська № 3». Унаслідок одного з обстрілів зазнав поранень, але й далі керував боєм до останнього та вийшов із позиції після всіх підлеглих.

## Нагороди
- Звання Герой України з врученням ордена «Золота Зірка» (21 листопада 2024) — за особисту мужність і героїзм, виявлені у захисті державного суверенітету та територіальної цілісності України, самовіддане служіння Українському народові[2]. Нагороду вручив президент України Володимир Зеленський 27 грудня 2024 року[1].